# Joachim Ernst von Anhalt

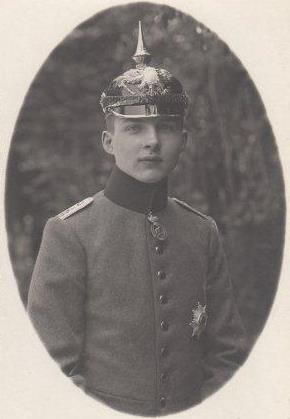
Herzog Joachim Ernst

Joachim Ernst Herzog von Anhalt (* 11. Januar 1901 in Dessau; † 18. Februar 1947 im sowjetischen Speziallager Nr. 2 in Buchenwald; weitere Vornamen: Wilhelm Karl Albrecht Leopold Friedrich Moritz Erdmann) war nominell der letzte Herzog von Anhalt, der aufgrund seiner Minderjährigkeit aber nie selbst regierte. Er war der einzige im 20. Jahrhundert geborene proklamierte deutsche Bundesfürst.

## Leben
Joachim Ernst war der älteste lebende Sohn und rechtmäßige Thronfolger des anhaltischen Herzogs Eduard von Anhalt und dessen Gemahlin Luise von Sachsen-Altenburg, Tochter des Prinzen Moritz von Sachsen-Altenburg. Sein Vater starb am 13. September 1918, doch Joachim Ernst konnte ihm nicht auf den Thron folgen, da er noch minderjährig war. Sein Onkel Prinz Aribert übernahm die Regentschaft, sah sich jedoch im Zuge des revolutionären Geschehens am 12. November 1918 veranlasst, im Namen des Herzogs Joachim Ernst und der gesamten anhaltinischen Fürstenfamilie auf den Thron zu verzichten. Damit endete in Mitteldeutschland die dort seit dem elften Jahrhundert andauernde Herrschaft der Askanier.

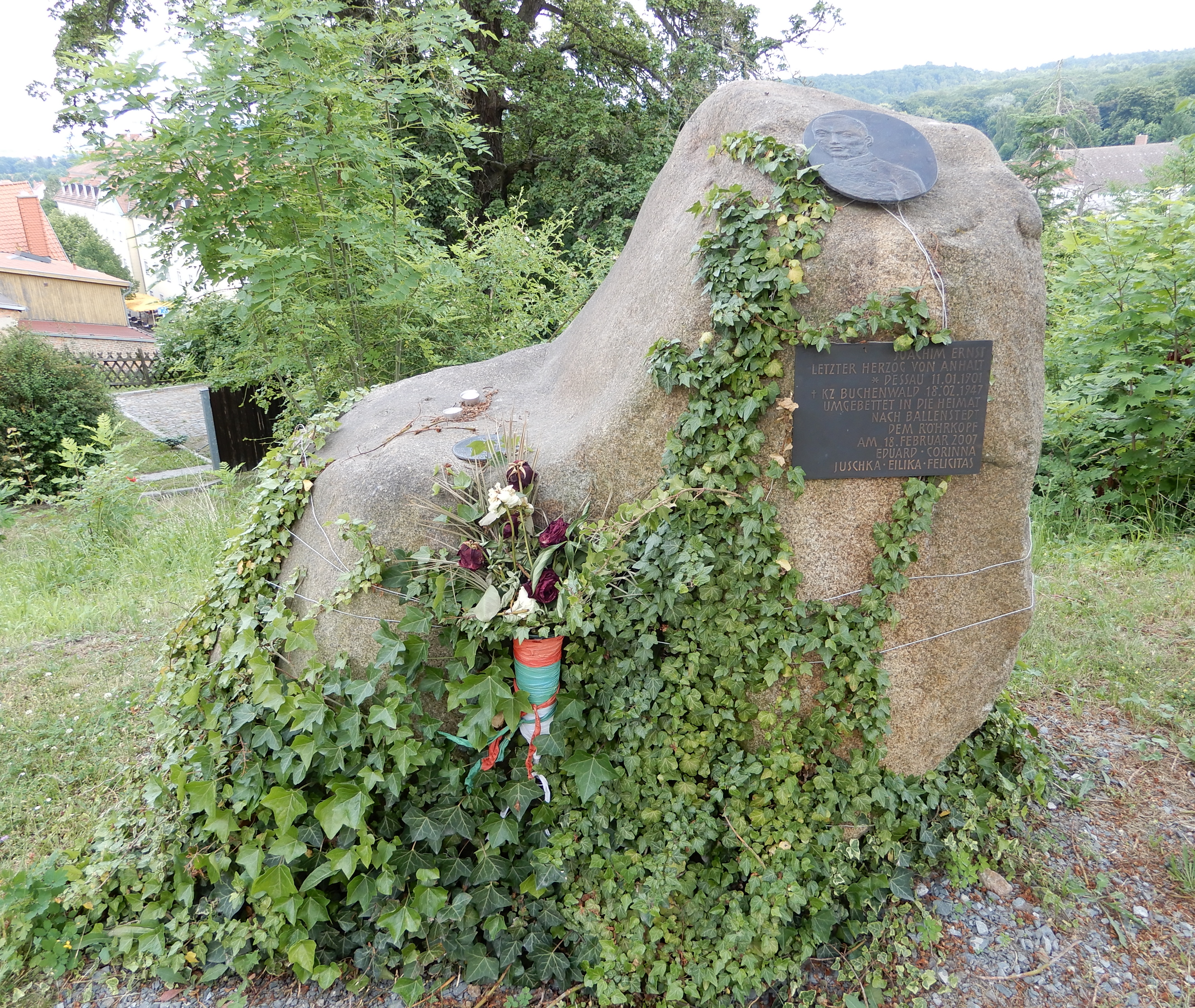
Gedenkstein für Joachim Ernst von Anhalt am Schloss Ballenstedt

Das Herzogtum Anhalt ging in die republikanische Staatsform als Freistaat Anhalt innerhalb des Deutschen Reiches über. Nach 1918 verblieb das Schloss Ballenstedt am Harz als Wohnsitz der Familie von Anhalt. Hier wurden auch alle Kinder des Herzogs geboren.
Joachim Ernst beantragte angeblich am 15. August 1939 die Aufnahme in die NSDAP und wurde zum 1. November desselben Jahres aufgenommen (Mitgliedsnummer 7.267.717). Ein von ihm unterschriebener Aufnahmeantrag liegt nicht vor; gleichfalls wurden nie Zahlungen seinerseits an die Partei nachgewiesen. Er wurde im Januar 1944 verhaftet und ins KZ Dachau verbracht, wo er drei Monate verbringen musste. Obwohl er bereits während seiner Inhaftierung im KZ Dachau zum NS-Gegner geworden war, wurde der ehemalige Herzog nach dem Ende der NS-Diktatur im September 1945 erneut verhaftet – dieses Mal von den sowjetischen Besatzungstruppen, die ihn in das NKWD-Internierungslager Buchenwald, das ehemalige Konzentrationslager bei Weimar, einlieferten. Hier starb er, schwer erkrankt durch Erschöpfung infolge der Lagerbedingungen, im Alter von 46 Jahren am 18. Februar 1947.
Im Jahr 1992 wurde Joachim Ernst von Anhalt wegen erwiesener Unschuld von der russischen Generalstaatsanwaltschaft als „Verfolgter politisch sowjetischer Repression“ anerkannt.
Am 18. Februar 2007, dem 60. Todestag Herzog Joachim Ernsts, wurde auf dem Gelände des Lagers Buchenwald bei einer Gedenkfeier symbolisch Erde aus dem Gräberfeld entnommen und in eine Urne mit seinem Namen gefüllt. Diese wurde von Mitgliedern der Familie des Herzogs nach Ballenstedt gebracht und dort am Jagdschloss Röhrkopf in einem Gedenkstein bestattet. Nach dem Verkauf des Jagdschlosses wurde der Stein im Jahr 2011 umgesetzt. Seine letzte Ruhestätte befindet sich am Rand des Ballenstedter Schlosshofes, wo ein großer Gedenkstein an ihn erinnert. Sein Sohn Eduard Prinz von Anhalt stiftet 2021 als Großmeister des Askanischen Hausordens Albrecht der Bär zum 120. Geburtstag seines Vaters das diesem gewidmete Joachim Ernst Erinnerungszeichen, das die ligierte Chiffre JE im lorbeerumkränzten und von der Herzogskrone überhöhten Oval zeigt.

## Familie

### Vorfahren
| Ahnentafel Herzog Joachim Ernst von Anhalt  | Ahnentafel Herzog Joachim Ernst von Anhalt                                                     | Ahnentafel Herzog Joachim Ernst von Anhalt                                                                 | Ahnentafel Herzog Joachim Ernst von Anhalt                                                                    | Ahnentafel Herzog Joachim Ernst von Anhalt                                                            | Ahnentafel Herzog Joachim Ernst von Anhalt                                                                    | Ahnentafel Herzog Joachim Ernst von Anhalt                                                                          | Ahnentafel Herzog Joachim Ernst von Anhalt                                                                    | Ahnentafel Herzog Joachim Ernst von Anhalt                                                                    |
| ------------------------------------------- | ---------------------------------------------------------------------------------------------- | --- | --- | --- | --- | --- | --- | --- |
| Ururgroßeltern                              | Erbprinz Friedrich von Anhalt-Dessau (1769–1814) ⚭ 1792 Amalie von Hessen-Homburg (1774–1846)  | Prinz Friedrich Ludwig Karl von Preußen (1773–1796) ⚭ 1793 Friederike von Mecklenburg-Strelitz (1778–1841) | Herzog Friedrich von Sachsen-Hildburghausen (1763–1834) ⚭ 1785 Charlotte von Mecklenburg-Strelitz (1769–1818) | Fürst Karl von Hohenzollern-Sigmaringen (1785–1853) ⚭ 1808 Antoinette Murat (1793–1847)               | Herzog Friedrich von Sachsen-Hildburghausen (1763–1834) ⚭ 1785 Charlotte von Mecklenburg-Strelitz (1769–1818) | Herzog Friedrich Ludwig zu Mecklenburg-Schwerin (1778–1819) ⚭ 1799 Großfürstin Helena Pawlowna Romanowa (1784–1803) | Herzog Georg I. von Sachsen-Meiningen (1761–1803) ⚭ 1782 Louise Eleonore zu Hohenlohe-Langenburg (1763–1837)  | Kurfürst Wilhelm II. von Hessen-Kassel (1777–1847) ⚭ 1797 Auguste von Preußen (1780–1841)                     |
| Urgroßeltern                                | Herzog Leopold IV. von Anhalt-Dessau (1794–1871) ⚭ 1818 Friederike von Preußen (1796–1850)     | Herzog Leopold IV. von Anhalt-Dessau (1794–1871) ⚭ 1818 Friederike von Preußen (1796–1850)                 | Prinz Eduard von Sachsen-Altenburg (1804–1852) ⚭ 1835 Amalie von Hohenzollern-Sigmaringen (1815–1841)         | Prinz Eduard von Sachsen-Altenburg (1804–1852) ⚭ 1835 Amalie von Hohenzollern-Sigmaringen (1815–1841) | Herzog Georg von Sachsen-Altenburg (1796–1853) ⚭ 1825 Marie zu Mecklenburg (1803–1862)                        | Herzog Georg von Sachsen-Altenburg (1796–1853) ⚭ 1825 Marie zu Mecklenburg (1803–1862)                              | Herzog Bernhard II. Erich Freund von Sachsen-Meiningen (1800–1882) ⚭ 1825 Marie von Hessen-Kassel (1804–1888) | Herzog Bernhard II. Erich Freund von Sachsen-Meiningen (1800–1882) ⚭ 1825 Marie von Hessen-Kassel (1804–1888) |
| Großeltern                                  | Herzog Friedrich I. von Anhalt (1831–1904) ⚭ 1854 Antoinette von Sachsen-Altenburg (1838–1908) | Herzog Friedrich I. von Anhalt (1831–1904) ⚭ 1854 Antoinette von Sachsen-Altenburg (1838–1908)             | Herzog Friedrich I. von Anhalt (1831–1904) ⚭ 1854 Antoinette von Sachsen-Altenburg (1838–1908)                | Herzog Friedrich I. von Anhalt (1831–1904) ⚭ 1854 Antoinette von Sachsen-Altenburg (1838–1908)        | Prinz Moritz von Sachsen-Altenburg (1829–1907) ⚭ 1862 Auguste von Sachsen-Meiningen (1843–1919)               | Prinz Moritz von Sachsen-Altenburg (1829–1907) ⚭ 1862 Auguste von Sachsen-Meiningen (1843–1919)                     | Prinz Moritz von Sachsen-Altenburg (1829–1907) ⚭ 1862 Auguste von Sachsen-Meiningen (1843–1919)               | Prinz Moritz von Sachsen-Altenburg (1829–1907) ⚭ 1862 Auguste von Sachsen-Meiningen (1843–1919)               |
| Eltern                                      | Herzog Eduard von Anhalt (1861–1918) ⚭ 1895 Luise von Sachsen-Altenburg (1873–1953)            | Herzog Eduard von Anhalt (1861–1918) ⚭ 1895 Luise von Sachsen-Altenburg (1873–1953)                        | Herzog Eduard von Anhalt (1861–1918) ⚭ 1895 Luise von Sachsen-Altenburg (1873–1953)                           | Herzog Eduard von Anhalt (1861–1918) ⚭ 1895 Luise von Sachsen-Altenburg (1873–1953)                   | Herzog Eduard von Anhalt (1861–1918) ⚭ 1895 Luise von Sachsen-Altenburg (1873–1953)                           | Herzog Eduard von Anhalt (1861–1918) ⚭ 1895 Luise von Sachsen-Altenburg (1873–1953)                                 | Herzog Eduard von Anhalt (1861–1918) ⚭ 1895 Luise von Sachsen-Altenburg (1873–1953)                           | Herzog Eduard von Anhalt (1861–1918) ⚭ 1895 Luise von Sachsen-Altenburg (1873–1953)                           |
| Herzog Joachim Ernst von Anhalt (1901–1947) |                                                                                                | | | | | | | |

### Ehe und Nachkommen

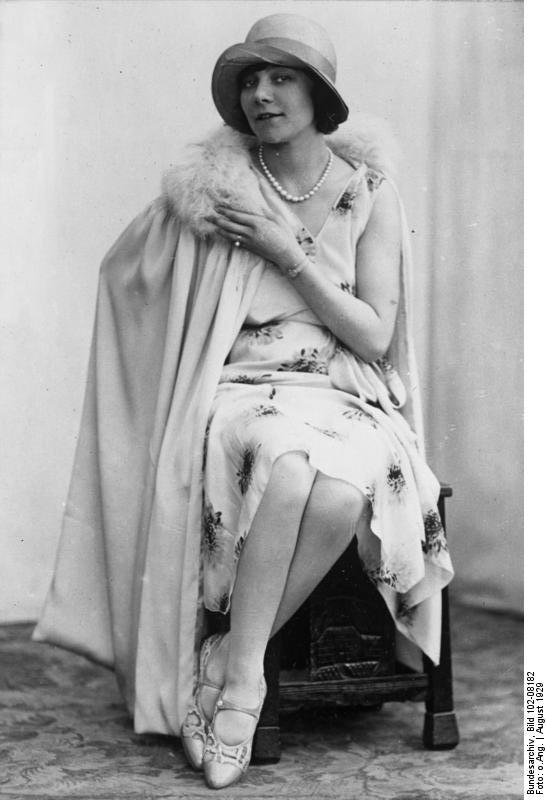
Elisabeth Herzogin von Anhalt, geborene Strickroth, im August 1929

Joachim Ernst Herzog von Anhalt war zwei Mal verheiratet:
- Am 3. März 1927 heiratete er Elisabeth Strickrodt (* 3. September 1903; † 5. Januar 1971), Tochter des Ferdinand Strickrodt; 1929 wurde die Ehe geschieden.
- Am 15. Oktober 1929 erfolgte die Heirat mit Edda-Charlotte von Stephani-Marwitz (* 20. August 1905 als Editha Marwitz,  † 22. Februar 1986), Tochter des Wilhelm Horn, durch Adoption „von Stephani“. Mit ihr hatte Herzog von Anhalt fünf Kinder:[1][10]
  - Marie Antoinette (genannt Alexandra; * 14. Juli 1930; † 22. März 1993); 1. Ehe: ⚭ 24. Mai 1957 mit Karl-Heinz Guttmann, geschieden; 2. Ehe: ⚭ 20. Dezember 1974 mit Max Riederer, geschieden 1976
  - Anna Luise (* 26. März 1933; † 1. November 2003) ⚭ 5. August 1966 mit Thomas Birch, geschieden 1970
  - Leopold Friedrich (* 11. April 1938; † 9. Oktober 1963; Unfalltod)
  - Edda (* 30. Januar 1940) ⚭ 20. Dezember 1973 mit Albert Darboven
  - Eduard (* 3. Dezember 1941) ⚭ 1980 mit Corinna Krönlein, drei Töchter, geschieden 2015

## Orden und Ehrenzeichen
Großkreuz des Hausordens Albrechts des Bären

 Friedensbaum-Gedenkmedaille (englisch: Memorial Medal of Tree of Peace), Sonderklasse mit Rubinen, in memoriam (11. Januar 2021